# Norbert Blüm
Norbert Sebastian Blüm (Rüsselsheim am Main, 1935. július 21. – Bonn, 2020. április 23.) német politikus, 1982 és 1998 között Helmut Kohl kormányában munkaügyi és szociális miniszter.
1972 és 1981 között, majd újra 1983 és 2002 között a Bundestag képviselője volt.